# Sandy Woodward
Sandy Woodward, nome completo sir John Forster Woodward (Penzance, 1º maggio 1932 – Bosham, 4 agosto 2013), è stato un ammiraglio britannico.

## Carriera da ufficiale subalterno e comandante
Si arruolò nella Royal Navy nel 1946 a 14 anni frequentando il Royal Naval College, che all'epoca era stato evacuato da Dartmouth per gli eventi bellici a Eaton Hall nel Cheshire. Dopo aver conseguito i gradi da ufficiale, passò un periodo su un cacciatorpediniere, e successivamente si specializzò nei sottomarini, con un periodo come ufficiale nel Mediterraneo con l'HMS Sanguine. Nel 1960 superò il corso di qualificazione al comando dei sottomarini, Submarine Command Course (SMCC) ma soprannominato Perisher per l'alto grado di fallimenti, e ricevette come primo comando il sommergibile HMS Tireless, un battello diesel-elettrico della classe T.
Dopo aver accumulato esperienza comandando un altro battello diesel-elettrico, l'HMS Grampus venne promosso lieutenant commander (l'equivalente di capitano di corvetta) e destinato al sommergibile nucleare d'attacco HMS Valiant. Nel 1967 andò a tenere il corso di Perisher come istruttore a Barrow-in-Furness. Nel 1969 venne posto come commander (capitano di fregata) al comando del nucleare d'attacco HMS Warspite della classe Valiant. Promosso captain (capitano di vascello) nel 1972 divenne poi responsabile dell'addestramento ai sottomarini.
Nel 1976 venne destinato al comando del nuovissimo (all'epoca) cacciatorpediniere Sheffield, col quale condusse un'intensissima campagna di risoluzione degli innumerevoli problemi che affliggevano l'unità, rinunciando anche a partecipare alla Rivista Navale di Spithead per il rischio di non essere pronto in tempo; lo Sheffield verrà poi perso alle Falkland nel 1982. Nel 1978 fu distaccato al ministero della difesa inglese dove divenne Capo alla Programmazione Navale, ed in questa veste studiò anche le conseguenze sull'efficienza della Royal Navy dei tagli al bilancio che allora già si stavano prospettando.

## Carriera da ammiraglio
Dopo la promozione a contrammiraglio, nel 1981 venne nominato per un brevissimo tempo comandante della Prima Flottiglia Sommergibili inglese, immediatamente commutata nel comando della Prima Flottiglia Cacciatorpediniere, dove con il cacciatorpediniere Glamorgan della classe County fu protagonista di un riuscito attacco simulato nel mare d'Arabia contro una portaerei statunitense della classe Nimitz durante un'esercitazione.
Durante un'ulteriore esercitazione era con una consistente forza navale nei pressi di Gibilterra quando scoppiò la crisi delle Falkland del 1982 e venne posto al comando del South Atlantic Carrier Battle Group, la squadra navale di scorta agli anfibi nella guerra delle Falkland, sotto il comando del comandante in capo ammiraglio John Fieldhouse.
Da questa esperienza ricavò un libro scritto insieme a Patrick Robinson, intitolato One Hundred Days ("cento giorni") dove vengono descritte le pressioni che gli alti comandi esercitano in tempo di guerra sui comandanti sul campo. Sempre nel suo libro One Hundred Days l'ammiraglio Woodward chiarisce che considerava (correttamente come risultò) che il Belgrano appartenesse alla parte meridionale di un movimento a tenaglia mirante alla task force britannica e che doveva essere affondato rapidamente. Scrisse:
(Sandy Woodward)
Nel 1983 Woodward venne nominato comandante delle forze sottomarine (FOSM) inglesi e COMSUBEASTLANT (comandante forze sottomarine est atlantico); nel 1984 fu promosso a viceammiraglio e nel 1985 vicecapo di stato maggiore alla difesa. Prima del pensionamento nel 1989 ha ricoperto anche il ruolo di comandante in capo delle forze navali in patria (l'ex Home Fleet) e aiutante di bandiera della regina Elisabetta II.
Mentre era in pensione ha scritto vari articoli nei quali invitava la Difesa britannica a valutare attentamente i tagli al bilancio della Royal Navy, affermando nel giugno 2011 al Daily Mail che le Isole Falkland "sono adesso pericolosamente vicine ad essere indifendibili" di fronte ad un nuovo attacco argentino vista la mancanza di portaerei nella marina britannica e dell'aiuto statunitense. Ha ispirato e rivisto le stesure dei libri di Patrick Robinson ambientati sui sottomarini, tra i quali ricordiamo Classe Nimitz, Classe Kilo e Seawolf.

## Pubblicazioni
- Sandy Woodward, One Hundred Days: Memoirs of the Falklands Battle Group Commander, HarperCollins, 1992, ISBN 0-00-215723-3.